# M!LF
M!LF of Man! Liberation Front is een humoristisch televisieprogramma dat van 2009 tot 2010 op de Vlaamse zender 2BE werd uitgezonden. Het programma werd gemaakt en gepresenteerd door Jan Van Looveren en Philippe Geubels.
In 2011 liep er een seizoen op de Nederlandse zender Veronica.

## Het programma
Het thema van het programma is het begrip "de nieuwe man". De twee presentatoren gaan voor een studiopubliek met behulp van humoristische filmpjes, die soms ook een ernstige ondertoon hebben, op zoek naar de "echte man".

## Eerste seizoen
De eerste reeks werd in negen afleveringen in het voorjaar van 2009 uitgezonden. Er waren een paar rubrieken die elke week terugkwamen.

### Wekelijkse rubrieken

#### Slogans
Elke week gaven Jan en Philippe een tip mee om zeker geen nieuwe man te worden.
- Aflevering 1: Waar zijde gij mee bezig?
- Aflevering 2: Laat hem omhoog!
- Aflevering 3: Laat die grietjes maar komen!
- Aflevering 4: "Gewoon" is ook een gevoel!
- Aflevering 5: Loeren mag!
- Aflevering 6: Steek-het-op-mij-vriend
- Aflevering 7: Eerlijk duurt het langst!
- Aflevering 8: Een hand kan je krijgen!

#### Y-Factor
Een wekelijkse rubriek was de Y-Factor, waarin negen BV's, zogenaamde "echte mannen" streden om het peterschap van het M!LF. De negen BV's waren Sam Gooris, Dieter Coppens, Eddy Planckaert, Mathias Coppens, Tom Waes, Sugar Jackson, Dirk Draulans, Daniëlla Somers en Manou Kersting.
- Opdracht 1: Naar borsten kijken → Afvaller: Manou Kersting
- Opdracht 2: Paintball-toernooi → Afvaller: Daniëlla Somers
- Opdracht 3: Zo laag mogelijke hartslag bij hondenaanval → Afvaller: Dirk Draulans
- Opdracht 4: Zo snel mogelijk traject afleggen met Woodboy → Afvaller: Sugar Jackson
- Opdracht 5: Een kip vangen → Afvaller: Mathias Coppens
- Opdracht 6: Een bulldozer parkeren → Afvaller: Dieter Coppens
- Opdracht 7: Om ter snelst het aantal kilometers dat ze naast de Europese hoofdsteden zaten in meters fietsen → Afvaller: Sam Gooris
- Opdracht 8: Om ter snelst binnen drie minuten een nagel in een blok kloppen → Afvaller: Tom Waes, Winnaar: Eddy Planckaert

#### De uitvindingen
Elke week kroop Philippe in zijn kot om een uitvinding te doen. Deze vergemakkelijken het leven van de man, om echt te kunnen genieten. De vrouwen vroegen zich af of dit geen vrouwonvriendelijke uitvindingen zijn. Philippe Geubels antwoordde volmondig "Ja".
- Aflevering 1:

Make history history. Je pornogeschiedenis wordt veranderd in wensbare sites. Dit kan zijn om een weekendje weg te gaan, voor een concert van Clouseau, valentijnscadeau etc.
Instant M!LF botox behandeling. Een uitvinding voor mannen die graag wat later thuis komen. Mannen kunnen niet zo goed liegenen als je te laat van café terugkomt krijg je een spervuur van vragen van het vrouwtje. Je moet de botox in de wang inspuiten waardoor je een pokerface krijgt en elke vraag probleemloos kan beantwoorden. Aan je emoties kan de vrouw dus niet merken dat je volop aan het liegen bent.
- Aflevering 2:

M!LF-Erectiebotten. Elke man heeft last van een ochtenderectie. Om te voorkomen naast de pot te pissen zijn er de erectiebotten. Het kliksysteem voor de botten zijn geïnstalleerd voor de wc. Botten inklikken en gewoon vooroverleunen. Zo kan je zorgeloos met een erectieplassen.
- Aflevering 3:

De Sharapova-bal. Mannen kijken graag tennis omwille van de vrouwelijk speelsters. Bij het opslaan stuiteern ze altijd de bal eens op de grond voor de opslag. De Sharapova-bal stuitert niet, maar valt als lood neer, waardoor de tennisspeelster eens diep voorover moet buigen. Puur voor het genot van de man.
- Aflevering 4:

Juplo-blokken. Papa's letten niet graag op de kinderen. Om dit te vergemakkelijken is er het Juplo-bouwpakket. De kinderen kunnen torens bouwen van gekleurde blikjes bier die papa kan opdrinken.
Geert Lambert Glow-in-the-Dark. Vrouwen klagen wel eens dat mannen te vroeg klaarkomen. Je moetje Geert Lambert Glow-in-the-Dark vastmaken aan het plafond. Indien je voelt dat je zal klaarkomen moet je even naar Geertkijken om je orgasme uit te stellen. Niet te lang kijken, want dan is het gedaan natuurlijk.
- Aflevering 5:

M!LF Snurk-O-Mat. Een dun matje waarmee de vrouw op de gang kan slapen wanneer de man aan het snurken is.
- Aflevering 6:

M!LF-Gsm.Op café wil je niet voor schut zijn bij je vrienden. De gsm kan vooraf gesproken boodschappen afspelen om het geweten van je vrouw te sussen of om haar aan het lijntje te houden met "uhu jajaja"" Philippe liet ook een boodschap afspelen dat zegt "Maar nee, schat, ik ben niet aan het drinken." Terwijl hij een pintje aan het drinken was.
- Aflevering 7:

M!LF-Pyjama. Om het slapen in lepeltje-lepeltje tegen te gaan. Vrouwelijk model: Pyjama met een pop aan die de plaats van de man innemt. 
Mannelijk model: Pyjama met prikkeldraad zodat de vrouw je zeker niet wil knuffelen.

## Tweede seizoen
Seizoen 2 van M!LF is van start gegaan op 8 maart 2010 op de zender 2BE. Er wordt wekelijks gespeeld om De Nieuwste Man, waarbij opnieuw negen BV's met elkaar de strijd ingaan. Deze keer wordt in plaats van de verliezer de winnaar van elke proef naar huis gestuurd. De negen BV's zijn dit jaar Erik Van Looy, Wouter Van Bellingen, Adriaan Van den Hoof, Axel Daeseleire, Koen Wauters, Staf Coppens, Luk Wyns, Regi Penxten en Sergio. Er wordt ook een persoon uit het publiek getest om tegen de "Man Liberation Fighter From Hell" te spelen in elke keer andere, bizarre proeven.